# ニコラス・ルアード
ニコラス・ラマート・ルアード（Nicholas Luard、1937年6月26日ロンドン、ハムステッド– 2004年5月25日ロンドン、ケンジントン）はイギリス人の作家兼政治家。ジェームス・マクヴェインは彼のペンネーム。

## バックグラウンド
彼はケンブリッジのウィンチェスターカレッジとマグダリンカレッジで教育を受け、そこでF. R. リーヴィスの下で英語学を学ぶ。フットライツFootlightsを通じてピーター・クック（Peter Cook）と出会った。
このクラブ活動に情熱を注ぎ、彼は1960年代初頭にピーター・クックPとエスタブリッシュメントTheEstablishmentを共同設立した。
その後、彼は執筆活動に入った。彼はプライベート・アイのグノー卿の一人となった。
クリス・ブラッシャー、ナイジェル・ホーキンス、デニス・モリソンとともに、1983年にジョン・ミューア・トラストを設立した。ニックは1991年から1997年まで会長を務めた。
エンフィールドサウスゲートのマイケルポーティロに対して、 1997年の総選挙でレファレンダム党から立候補した。
1962年にフードライターのエリザベス・ロングモアと結婚